# Coenypha fuliginosa
Coenypha fuliginosa är en spindelart som först beskrevs av Hercule Nicolet 1849.  Coenypha fuliginosa ingår i släktet Coenypha och familjen krabbspindlar. Inga underarter finns listade i Catalogue of Life.